# Daroji Eramma
Daroji Eramma, conocida popularmente como Burrakatha Eeramma (1930 – Bellary, 12 de agosto de 2014), fue una cantante folclórica e intérprete de Burrakatha, arte popular de narración épica del sur de la India. Recibió varios premios, incluido el Rajyotsava Prashasti en 1999.

## Trayectoria
Nació en 1930 en una familia de la comunidad seminómada Buduga Janagama, una tribu de castas programadas. En su adolescencia, aprendió la técnica de narración oral Burra katha de su padre, Lalappa, y luego transmitió esta forma de arte popular a su familia y a su comunidad. A pesar de ser analfabeta, podía recitar de memoria doce epopeyas populares, lo que equivale a 200.000 frases y 7.000 páginas impresas.
Estas epopeyas populares incluyen títulos como Kumararama, Babbuli Nagireddi, Baala Nagamma, Jaisingaraaja Kavya y Bali Chakravarthi Kavya. Sus actuaciones solían extenderse durante días, con su hermana, Shivamma, y su cuñada, Parvathamma, encargadas de la percusión, mientras Eramma tocaba un instrumento de cuerda con una mano y campanas con la otra.
Aparte de su faceta como artista, Eramma también participó en campañas de concienciación sobre la vacunación contra la poliomielitis.
Murió el 12 de agosto de 2014 en Bellary, una ciudad de Karnataka, India. Sus últimos ritos se realizaron en su pueblo natal Daroji en Sandur Taluka del distrito de Bellary.

## Reconocimiento
Daroji Eramma recibió el Rajyotsava Prashasti en 1999, además del Premio Dr. Babasaheb Ambedkar instituido por el Gobierno de Karnataka. En 2003, recibió el Premio de Artes Sandesha por su contribución a las artes y al folclore. El Departamento de Estudios Tribales de la Universidad Kannada, Hampi la felicitó con el Premio Nadoja en 2003.
En 2006, L. Sarikadevi, estudiante de la Universidad de Hampi, hizo su tesis doctoral sobre ella, lo cual contribuyó a su reconocimiento y a la difusión de su arte. Algunas de sus actuaciones han sido grabadas y publicadas por Chalavaraju, un estudioso del patrimonio inmaterial de la Universidad Kannada. Prasar Bharati, la emisora pública estatal de la India le otorgó el premio a la Mejor Artista Folclórica en 2010, y también recibió el Janapada Shri 2010 en 2012.